# 88146 Castello
88146 Castello este un asteroid din centura principală de asteroizi.

## Descriere
88146 Castello este un asteroid din centura principală de asteroizi. A fost descoperit pe 30 noiembrie 2000 la Gnosca de Stefano Sposetti. Asteroidul prezintă o orbită caracterizată de o semiaxă mare de 2,93 ua, o excentricitate de 0,06 și o înclinație de 1,3° în raport cu ecliptica.